# 特梅斯科谷 (加利福尼亞州)
特梅斯科谷（英語：Temescal Valley）是位於美國加利福尼亞州河濱縣的一個人口普查指定地區。

## 地理
特梅斯科谷的座標為33°45′28″N 117°28′03″W / 33.75778°N 117.46750°W，而該地最高點為海拔高度347米（即1138英尺）。

## 人口
根據2010年美國人口普查的數據，特梅斯科谷的面積為50.085平方千米，當中陸地面積為49.993平方千米，而水域面積為0.092平方千米。當地共有人口22535人，而人口密度為每平方千米449人。